# ديفيد بويسو
ديفيد بويسو (بالإسبانية: David Bueso)‏ هو لاعب كرة قدم هندوراسي في مركز الوسط، ولد في 5 مايو 1955 في هندوراس. شارك مع منتخب هندوراس لكرة القدم. أما مع النوادي، فقد لعب مع نادي موتاجوا ‏.

## وصلات خارجية
- ديفيد بويسو على موقع الاتحاد الدولي (مؤرشف)  (الإنجليزية)
- ديفيد بويسو على موقع قاعدة بيانات كرة القدم.إي يو (الإنجليزية)
- ديفيد بويسو على موقع Soccerway.com (الإنجليزية)
- ديفيد بويسو على موقع عالم كرة القدم.نت (الإنجليزية)